# Projeto terapêutico singular
O Projeto Terapêutico Singular (PTS) é um dispositivo de gestão do cuidado que busca elaborar um plano estratégico para abordagem e acompanhamento de casos complexos. Muito difundido no processo de trabalho de unidades da Rede de Atenção Psicossocial (RAPS) e da Estratégia Saúde da Família (ESF), a base da construção do PTS é a discussão de caso em equipe interprofissional, visando o compartilhamento de saberes específicos, o aumento da resolutividade e evitar a fragmentação do cuidado.
Pode haver a participação de outros grupos profissionais, como através do apoio matricial, executado pelas equipes multiprofissionais (eMulti) na atenção primária (APS). O usuário ou o grupo de usuários, em causa, são os elementos centrais de todo o processo e precisam ser incluídos, escutados e considerados através de pactuações com a equipe.
Surgido no contexto da Reforma Psiquiátrica, o PTS representa um avanço terapêutico alinhado ao modelo psicossocial. Este modelo inovador preconiza uma abordagem integral do indivíduo em sofrimento, que vai além da avaliação de sinais e sintomas, englobando também os aspectos psicológicos, sociais e existenciais, e o nível de autonomia do paciente.

## Etapas
O desenvolvimento do PTS envolve quatro momentos que devem ser elaborados com a colaboração de todos os integrantes da equipe durante as reuniões para discussão do caso:
1. Diagnóstico: O primeiro momento se destina a produzir uma análise minuciosa da situação. Uma avaliação integral (orgânica, psicológica, social) servirá para apontar a quais riscos e vulnerabilidades a pessoa está submetida. É importante buscar identificar a experiência singular que o sujeito estabelece com o adoecimento, bem como o seu impacto em outras áreas, como trabalho, família e vida social. Os interesses e expectativas da pessoa devem ser exploradas nesta fase.
A equipe deve caracterizar o contexto familiar, incluindo o arranjo familiar, relações interpessoais, identificação de pessoas estratégicas e impressão sobre nível de suporte familiar – para esta finalidade, podem ser utilizadas instrumentos como o genograma. As condições do território, os recursos existentes e as considerações da pessoa sobre o local devem ser levantados. Um profissional com maior vínculo com o usuário pode tentar ouvir a sua história de vida para ampliar sua percepção dos processo. Para a formulação das hipóteses, é importante que todos os membros da equipe conheçam o caso e possam fazer apontamentos sob o ponto vista da sua área, chegando-se a um consenso.
2. Definição de metas: Os diagnósticos realizados na etapa anterior devem orientar a elaboração de metas de curto, médio e longo prazo, que devem ser alcançáveis e considerar os desejos da pessoa. Um membro da equipe com melhor vínculo com o usuário pode facilitar a negociação das metas com o sujeito, atingindo-se um plano em comum.
3. Divisão de responsabilidade: Considerando as metas elencadas, devem ser definidas, com clareza, as tarefas necessárias e as pessoas envolvidas na execução de cada uma delas. É importante que também sejam atribuídas responsabilidades para o próprio sujeito, com a intenção de desenvolver autonomia e estimular o seu protagonismo. Um profissional da equipe deve ser escolhido como "pessoa de referência" para o usuário, sendo sua atribuição acompanhar a evolução do projeto, buscando garantir o cumprimento do plano.
4. Reavaliação: Enquanto durar a execução do PTS, devem ocorrer reuniões para reavaliação do projeto. Sua  periodicidade deve estar definida desde o início. Trata-se de um momento destinado à discussão da evolução, conquistas e falhas e definição de ajustes, quando necessário.